# Otto Ludwig (Harmonikabauer)
Otto Ludwig (* 1880 in Klingenthal/Sa.; † nach 1959) war ein deutscher Instrumentenbauer und Musiker.

## Leben und Wirken
Ludwig ist in Brunndöbra, einem heutigen Ortsteil Klingenthals im Musikwinkel, aufgewachsen und entstammt der Familie Ludwig, die unter dem Namen Gebrüder Ludwig seit 1844 eine Harmonika-Manufaktur betrieb. Otto Ludwig zog 1919 von Brunndöbra nach Immenstadt im Allgäu.
Von 1926 bis 1959 ist sein Betrieb dort als Akkordeonbauer gemeldet. Er baute Harmonikas aller Art, hauptsächlich aber das Wiener Modell und die Steirische Harmonika.
Otto Ludwig ist besonders in Bezug auf die Entwicklung und die Verbreitung von Instrumenten mit Helikonbass in Bayern von Bedeutung. Er entwickelte bei der Steirischen Harmonika oder Ziach, wie sie in Bayern gerne genannt wird, einen sehr eigenständigen Stil. So veränderte er die Diskantseite sehr auffällig, indem er ein Cassotto ausformte, das bis jetzt seinesgleichen sucht. Das Verdeck wurde im Bereich seitlich der Tastatur hochgezogen, dadurch entstand ein Hohlraum, der wie ein Cassotto wirkt. Auch in der Wahl der Tonzusammensetzung wichen seine Steirischen von der üblichen dreichörigen Ausstattung ab, indem bevorzugt ein Stimmplattensatz mit tieferen Tönen ausgestattet wurde. Register sind bei Steirischen unüblich, aber man könnte dies auch als fixes Register bezeichnen. Pro Note oder Ton erklangen auf der Diskantseite zwei Stimmzungen in mittlerer Lage und eine um eine Oktav tiefer (LMM). Hingegen waren bei historischen dreichörigen Wiener Instrumenten sehr häufig zwei Töne in mittlerer Lage und ein Ton in hoher Lage (MMH) eingebaut.

## Erhaltene Instrumente
- Das Musikhaus Öllerer in Freilassing besitzt eine Harmonika aus Otto Ludwigs Produktion.